# Equipaggi della Mir
Lista degli equipaggi delle missioni di lunga durata sulla Mir, la stazione spaziale russa in orbita bassa tra il 1986 e il 2001. I comandanti delle missioni sono riportati in corsivo.
| Expedition           | Equipaggio                                         | Data lancio                  | Veicolo lancio          | Data atterraggio            | Veicolo atterraggio    | Durata (giorni)        |
| -------------------- | -------------------------------------------------- | ---------------------------- | ----------------------- | --------------------------- | ---------------------- | ---------------------- |
| Mir EO-1             | Leonid Kizim Vladimir Solovëv                      | 13 marzo 1986 12:33 UTC      | Sojuz T-15              | 16 luglio 1986 12:34 UTC    | Sojuz T-15             | 125.00 75 sulla Mir    |
| Stazione non abitata |                                                    |                              |                         |                             |                        |                        |
| Mir EO-2             | Aleksandr Lavejkin                                 | 5 febbraio 1987 21:38 UTC    | Sojuz TM-2              | 30 luglio 1987 01:04 UTC    | Sojuz TM-2             | 174.14                 |
| Mir EO-2             | Jurij Romanenko                                    | 5 febbraio 1987 21:38 UTC    | Sojuz TM-2              | 29 dicembre 1987 09:16 UTC  | Sojuz TM-3             | 326.48                 |
| Mir EO-2             | Aleksandr Aleksandrov                              | 22 luglio 1987 01:59 UTC     | Sojuz TM-3              | 29 dicembre 1987 09:16 UTC  | Sojuz TM-3             | 160.30                 |
| Mir EO-3             | Vladimir Titov Musa Manarov                        | 21 dicembre 1987 11:18 UTC   | Sojuz TM-4              | 21 dicembre 1988 09:57 UTC  | Sojuz TM-6             | 365.94                 |
| Mir EO-3             | Valerij Poljakov                                   | 29 agosto 1988 04:23 UTC     | Sojuz TM-6              | Trasferito a Mir EO-4       | Trasferito a Mir EO-4  | Trasferito a Mir EO-4  |
| Mir EO-4             | Aleksandr Volkov Sergej Krikalëv                   | 26 novembre 1988 15:49 UTC   | Sojuz TM-7              | 27 aprile 1989 02:57 UTC    | Sojuz TM-7             | 151.47                 |
| Mir EO-4             | Valerij Poljakov                                   | Trasferito da Mir EO-3       | Trasferito da Mir EO-3  | 27 aprile 1989 02:57 UTC    | Sojuz TM-7             | 240.94                 |
| Stazione non abitata |                                                    |                              |                         |                             |                        |                        |
| Mir EO-5             | Aleksandr Viktorenko Aleksandr Serebrov            | 5 settembre 1989 21:38 UTC   | Sojuz TM-8              | 19 febbraio 1990 04:36 UTC  | Sojuz TM-8             | 166.29                 |
| Mir EO-6             | Anatolij Solov'ëv Aleksandr Balandin               | 11 febbraio 1990 06:16 UTC   | Sojuz TM-9              | 9 agosto 1990 07:33 UTC     | Sojuz TM-9             | 179.05                 |
| Mir EO-7             | Gennadij Manakov Gennadij Strekalov                | 1 agosto 1990 09:32 UTC      | Sojuz TM-10             | 10 dicembre 1990 06:08 UTC  | Sojuz TM-10            | 130.86                 |
| Mir EO-8             | Viktor Afanas'ev Musa Manarov                      | 2 dicembre 1990 08:13 UTC    | Sojuz TM-11             | 26 maggio 1991 10:04 UTC    | Sojuz TM-11            | 175.08                 |
| Mir EO-9             | Anatolij Arcebarskij                               | 18 maggio 1991 12:50 UTC     | Sojuz TM-12             | 10 ottobre 1991 04:12 UTC   | Sojuz TM-12            | 144.64                 |
| Mir EO-9             | / Sergej Krikalëv                                  | 18 maggio 1991 12:50 UTC     | Sojuz TM-12             | Trasferito a Mir EO-10      | Trasferito a Mir EO-10 | Trasferito a Mir EO-10 |
| Mir EO-10            | / Aleksandr Volkov                                 | 2 ottobre 1991 05:59 UTC     | Sojuz TM-13             | 25 marzo 1992 08:51 UTC     | Sojuz TM-13            | 175.12                 |
| Mir EO-10            | / Sergej Krikalëv                                  | Trasferito da Mir EO-9       | Trasferito da Mir EO-9  | 25 marzo 1992 08:51 UTC     | Sojuz TM-13            | 311.83                 |
| Mir EO-11            | Aleksandr Viktorenko Aleksandr Kaleri              | 17 marzo 1992 10:54 UTC      | Sojuz TM-14             | 10 agosto 1992 01:05 UTC    | Sojuz TM-14            | 145.59                 |
| Mir EO-12            | Anatolij Solov'ëv Sergej Avdeev                    | 27 luglio 1992 06:08 UTC     | Sojuz TM-15             | 1 febbraio 1993 03:49 UTC   | Sojuz TM-15            | 188.90                 |
| Mir EO-13            | Gennadij Manakov Aleksandr Poleščuk                | 24 gennaio 1993 05:58 UTC    | Sojuz TM-16             | 22 luglio 1993 06:41 UTC    | Sojuz TM-16            | 179.03                 |
| Mir EO-14            | Vasilij Cibliev Aleksandr Serebrov                 | 1 luglio 1993 14:32 UTC      | Sojuz TM-17             | 14 gennaio 1994 08:18 UTC   | Sojuz TM-17            | 196.74                 |
| Mir EO-15            | Viktor Afanas'ev Jurij Usačëv                      | 8 gennaio 1994 10:05 UTC     | Sojuz TM-18             | 9 luglio 1994 10:32 UTC     | Sojuz TM-18            | 182.02                 |
| Mir EO-15            | Valerij Poljakov                                   | 8 gennaio 1994 10:05 UTC     | Sojuz TM-18             | Trasferito a Mir EO-16      | Trasferito a Mir EO-16 | Trasferito a Mir EO-16 |
| Mir EO-16            | Jurij Malenčenko Talğat Musabaev                   | 1 luglio 1994 12:24 UTC      | Sojuz TM-19             | 4 novembre 1994 11:18 UTC   | Sojuz TM-19            | 125.95                 |
| Mir EO-16            | Valerij Poljakov                                   | Trasferito da Mir EO-15      | Trasferito da Mir EO-15 | Trasferito a Mir EO-17      | Trasferito a Mir EO-17 | Trasferito a Mir EO-17 |
| Mir EO-17            | Aleksandr Viktorenko Elena Kondakova               | 3 ottobre 1994 22:42 UTC     | Sojuz TM-20             | 22 marzo 1995 04:04 UTC     | Sojuz TM-20            | 169.22                 |
| Mir EO-17            | Valerij Poljakov                                   | Trasferito da Mir EO-16      | Trasferito da Mir EO-16 | 22 marzo 1995 04:04 UTC     | Sojuz TM-20            | 437.75                 |
| Mir EO-18            | Vladimir Dežurov Gennadij Strekalov Norman Thagard | 14 marzo 1995 06:11 UTC      | Sojuz TM-21             | 7 luglio 1995 14:55 UTC     | STS-71                 | 115.36                 |
| Mir EO-19            | Anatolij Solov'ëv Nikolaj Budarin                  | 27 giugno 1995 19:32 UTC     | STS-71                  | 11 settembre 1995 06:52 UTC | Sojuz TM-21            | 75.47                  |
| Mir EO-20            | Jurij Gidzenko Sergej Avdeev Thomas Reiter         | 3 settembre 1995 09:00 UTC   | Sojuz TM-22             | 29 febbraio 1996 10:42 UTC  | Sojuz TM-22            | 179.07                 |
| Mir EO-21            | Jurij Onufrienko Jurij Usačëv                      | 21 febbraio 1996 12:34 UTC   | Sojuz TM-23             | 2 settembre 1996 07:41 UTC  | Sojuz TM-23            | 193.80                 |
| Mir EO-21            | Shannon Lucid                                      | 22 marzo 1996 08:13 UTC      | STS-76                  | Trasferito a Mir EO-22      | Trasferito a Mir EO-22 | Trasferito a Mir EO-22 |
| Mir EO-22            | Valerij Korzun Aleksandr Kaleri                    | 17 agosto 1996 13:18 UTC     | Sojuz TM-24             | 2 marzo 1997 06:44 UTC      | Sojuz TM-24            | 196.73                 |
| Mir EO-22            | Shannon Lucid                                      | Trasferito da Mir EO-21      | Trasferito da Mir EO-21 | 26 settembre 1996 12:13 UTC | STS-79                 | 188.17                 |
| Mir EO-22            | John Blaha                                         | 16 settembre 1996 08:54 UTC  | STS-79                  | gennaio 22, 1997 14:23 UTC  | STS-81                 | 128.23                 |
| Mir EO-22            | Jerry Linenger                                     | 12 gennaio 1997 09:27 UTC    | STS-81                  | Trasferito a Mir EO-23      | Trasferito a Mir EO-23 | Trasferito a Mir EO-23 |
| Mir EO-23            | Vasilij Cibliev Aleksandr Lazutkin                 | 10 febbraio 1997 14:09 UTC   | Sojuz TM-25             | 14 agosto 1997 12:17 UTC    | Sojuz TM-25            | 184.92                 |
| Mir EO-23            | Jerry Linenger                                     | Trasferito da Mir EO-22      | Trasferito da Mir EO-22 | 24 maggio 1997 13:27 UTC    | STS-84                 | 132.17                 |
| Mir EO-23            | Michael Foale                                      | 15 maggio 1997 09:07 UTC     | STS-84                  | Trasferito a EO-24          | Trasferito a EO-24     | Trasferito a EO-24     |
| Mir EO-24            | Anatolij Solov'ëv Pavel Vinogradov                 | 5 agosto 1997 15:35 UTC      | Sojuz TM-26             | 19 febbraio 1998 09:10 UTC  | Sojuz TM-26            | 197.73                 |
| Mir EO-24            | Michael Foale                                      | Trasferito da Mir EO-23      | Trasferito da Mir EO-23 | 6 ottobre 1997 21:55 UTC    | STS-86                 | 144.57                 |
| Mir EO-24            | David Wolf                                         | 26 settembre 1997 02:34 UTC  | STS-86                  | 31 gennaio 1998 22:36 UTC   | STS-89                 | 127.83                 |
| Mir EO-24            | Andrew Thomas                                      | 23 gennaio 1998 01:48 UTC    | STS-89                  | Trasferito a Mir EO-25      | Trasferito a Mir EO-25 | Trasferito a Mir EO-25 |
| Mir EO-25            | Talğat Musabaev Nikolaj Budarin                    | 29 gennaio 1998 16:33:42 UTC | Sojuz TM-27             | 25 agosto 1998 05:24:44 UTC | Sojuz TM-27            | 207.53                 |
| Mir EO-25            | Andrew Thomas                                      | Trasferito da Mir EO-24      | Trasferito da Mir EO-24 | 12 giugno 1998 18:00 UTC    | STS-91                 | 140.63                 |
| Mir EO-26            | Gennadij Padalka                                   | 13 agosto 1998 09:43 UTC     | Sojuz TM-28             | 28 febbraio 1999 02:14 UTC  | Sojuz TM-28            | 198.69                 |
| Mir EO-26            | Sergej Avdeev                                      | 13 agosto 1998 09:43 UTC     | Sojuz TM-28             | Trasferito a Mir EO-27      | Trasferito a Mir EO-27 | Trasferito a Mir EO-27 |
| Mir EO-27            | Viktor Afanas'ev Jean-Pierre Haigneré              | 20 febbraio 1999 04:18 UTC   | Sojuz TM-29             | 28 agosto 1999 00:34 UTC    | Sojuz TM-29            | 188.85                 |
| Mir EO-27            | Sergej Avdeev                                      | Trasferito da Mir EO-26      | Trasferito da Mir EO-26 | 28 agosto 1999 00:34 UTC    | Sojuz TM-29            | 379.62                 |
| Stazione non abitata |                                                    |                              |                         |                             |                        |                        |
| Mir EO-28            | Sergej Zalëtin Aleksandr Kaleri                    | 4 aprile 2000 05:01 UTC      | Sojuz TM-30             | 16 giugno 2000 00:43 UTC    | Sojuz TM-30            | 72.82                  |